# Mars Science Laboratory
Mars Science Laboratory (MSL, Marsovská vědecká laboratoř), známější pod pojmenováním vlastního vozítka Curiosity, je kosmická sonda americké NASA určená pro průzkum povrchu Marsu. MSL je pětkrát těžší a nese desetkrát více vědeckých přístrojů než předchozí vozítka Spirit nebo Opportunity. Veze více moderních přístrojů než kterákoliv dřívější mise na Mars, a to včetně nástrojů a vybavení, které na místě umožní analýzu prášků vyvrtaných z hornin.
Hlavním cílem vozítka je zjistit, zda v minulosti nebo přítomnosti existovaly na Marsu podmínky pro mikrobiální život. Nebude přímo hledat pozůstatky případných mikroorganismů. Přístroje pro vozítko připravily vědecké organizace Spojených států, Kanady, Německa, Francie, Ruska a Španělska. Očekávaná životnost vozítka MSL byla alespoň jeden marsovský rok (685 pozemských dní), což umožňovalo prozkoumat území o větší rozloze, než byla schopna předchozí vozítka. Celkové náklady projektu byly vyčísleny na 2,3 miliardy USD.
Sonda odstartovala pomocí nosné rakety Atlas V541 dne 26. listopadu 2011. Přistání v Galeově kráteru bylo úspěšně provedeno 6. srpna 2012 okolo 7:30 SELČ.
Délka primární mise byla plánována na 23 měsíců, ale vědci doufali, že vozítko bude fungovat déle. V roce 2014 NASA odsouhlasila prodloužení mise. Životnost radioizotopového generátoru dodávajícího energii je až 14 let.
Projekt MSL je řízen Jet Propulsion Laboratory sídlící v kalifornské Pasadeně.
Stejně jako u předchozích misí roverů byl vyroben další rover, který zůstal na Zemi a nese označení MAGGIE – Mars Automated Giant Gizmo for Integrated Engineering. Slouží jako pozemní zkušebna pro rover Curiosity.

## Cíle mise
Projekt má čtyři cíle:
- zjistit, zda na Marsu jsou nebo někdy byly podmínky pro vznik života,
- analyzovat atmosféru Marsu,
- zkoumat geologii Marsu,
- připravit průzkum planety lidmi.

Tyto základní cíle budou dosaženy pomocí osmi konkrétních vědeckých cílů:
- zjištění povahy a množství organických uhlíkových sloučenin.
- hledání chemických stavebních kamenů života: uhlík, vodík, dusík, kyslík, fosfor a síra.
- identifikace prvků, které se mohou účastnit biologických procesů.
- zjištění chemického, izotopového a mineralogického složení povrchu Marsu.
- zjištění procesů, které vytvořily a upravily horniny a půdy.
- stanovení vývoje atmosféry Marsu během posledních 4 miliard let.
- zjištění současného stavu, distribuce a koloběhu vody a oxidu uhličitého.
- měření širokého spektra povrchového záření, včetně galaktického záření, kosmického záření, solárních protonů a sekundárních neutronů.

## Konstrukce a vybavení

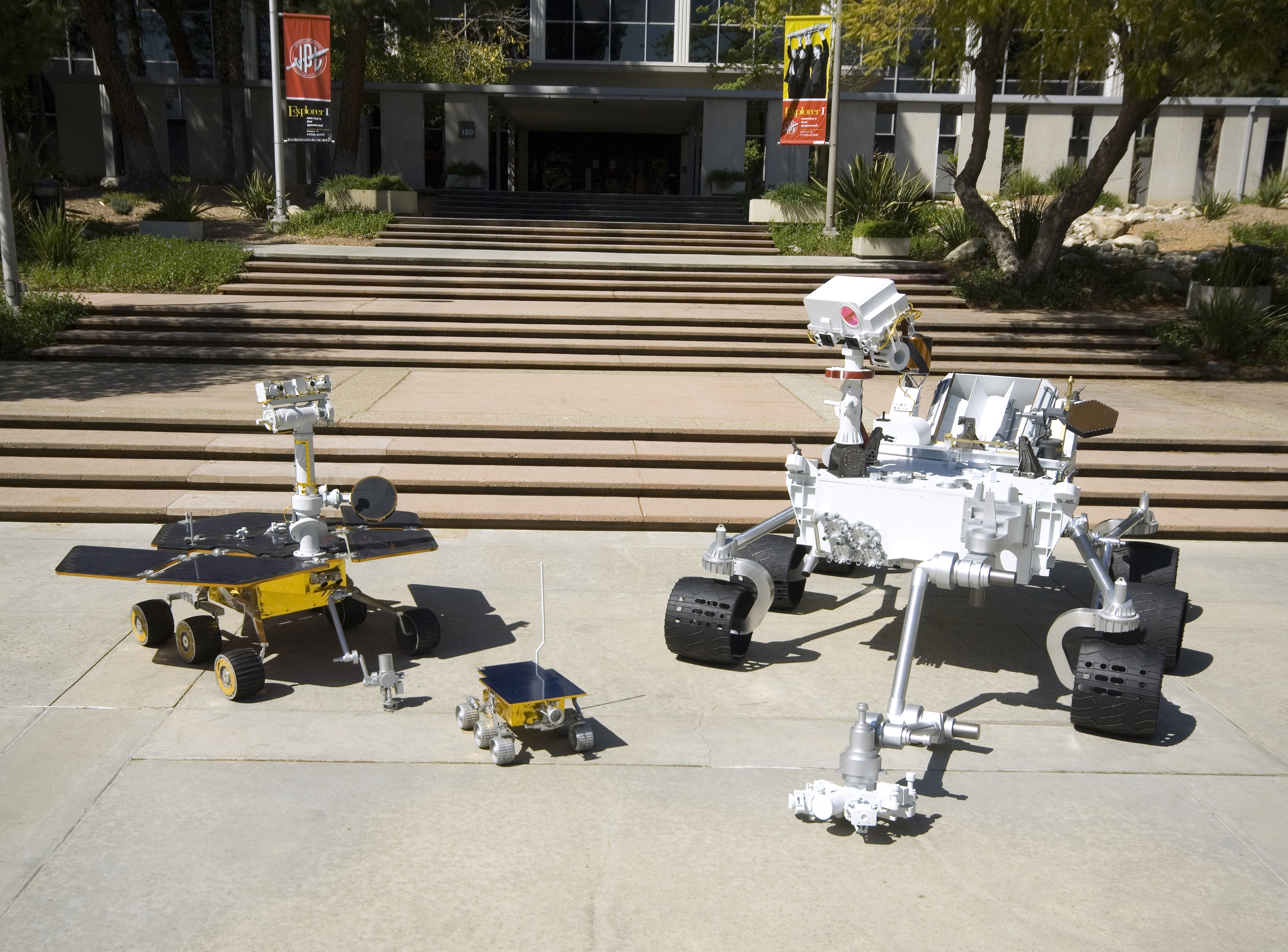
Porovnání marsovských vozítek NASA: Mars Exploration Rover, Mars Pathfinder a Mars Science Laboratory

### Rozměry a hmotnost
MSL má délku 2,7 m a váží 900 kg, z toho 80 kg váží vědecké přístroje. Velikostí odpovídá automobilu Mini Cooper. Pro srovnání Mars Exploration Rover (Spirit a Oportunity) mají délku 1,6 m a váží 174 kg, včetně 6,8 kg vědeckých přístrojů.

### Rychlost
Rover MSL je schopen přejet překážky vysoké 75 cm. Maximální rychlost v terénu je odhadována na 90 m za hodinu, avšak průměrná rychlost pohybu se bude pohybovat kolem 30 m za hodinu v závislosti na nastaveném výkonu, náročnosti terénu, prokluzu kol a viditelnosti. Očekává se, že MSL urazí během své dvouleté mise minimálně 19 km.

### Napájecí zdroj

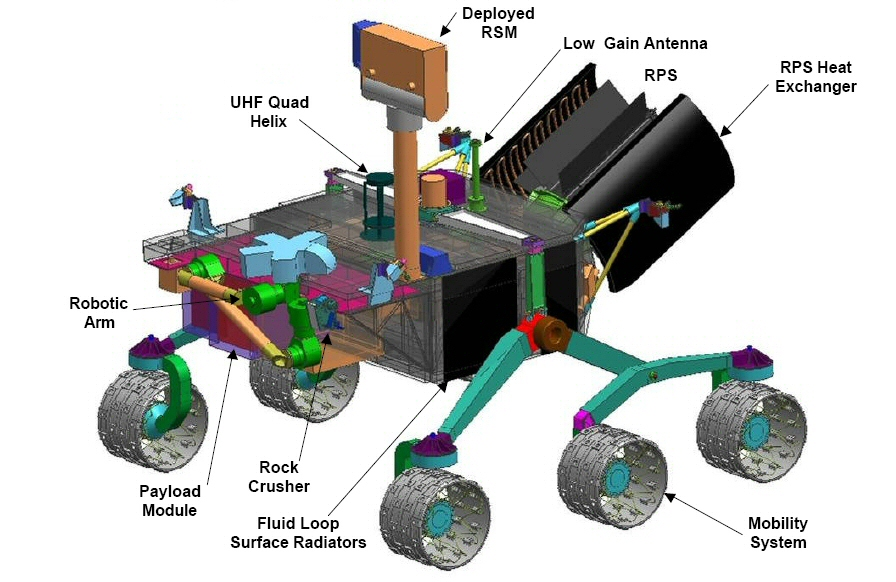
Schéma komponentů roveru

MSL je poháněn radioizotopovým termoelektrickým generátorem (RTGS) využívajícím přirozeného rozpadu plutonia 238, který byl úspěšně použitý na sondách Viking 1 a Viking 2 v roce 1976. Sluneční energie není efektivní zdroj pro operace na povrchu Marsu, protože solární panely nemusí účinně fungovat v zastíněných oblastech nebo v prašných podmínkách. Radioizotopový generátor poskytuje spolehlivý, stálý výkon ve dne i v noci. Měl by fungovat aspoň 14 let. Zpočátku poskytuje 2000 W tepelného výkonu a 120 W elektrické energie.

### Systém regulace teploty
Některé citlivé přístroje vyžadují stálou teplotu. To zajistí systém HRS obsahující 200 metrů trubek s kapalinou, který reguluje teplotu komponentů. Jako zdroj tepla je použito odpadní teplo radioizotopového termoelektrického generátoru.
Teploty v oblasti, kde MSL přistál, se mohou měnit od -30 do -127 °C.

### Počítače

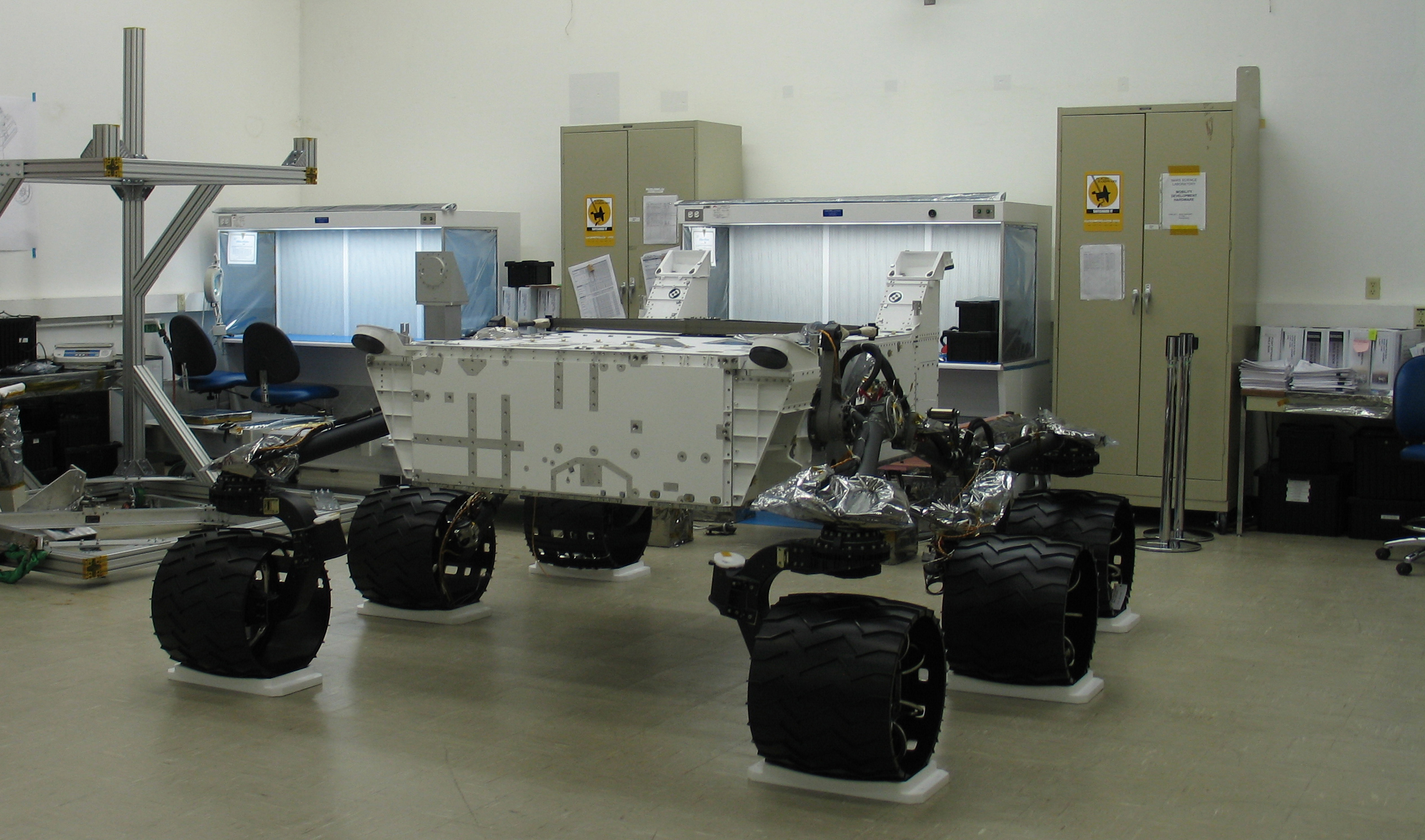
Prázdná krabice roveru

Dva identické počítače na palubě roveru jsou nazývány Rover Electronics Module (REM), obsahují paměti schopné vydržet extrémní prostředí a záření. Každá paměť počítače zahrnuje 256 MB EEPROM, 256 MB DRAM a 2 GB flash paměti. Pro srovnání, v Mars Exploration Rovers je použit počítač s 3 MB EEPROM, 128 MB DRAM a 256 MB flash paměti.
REM používají procesor RAD750, který je nástupcem RAD6000 CPU použitého v Mars Exploration Rovers. Procesor RAD750 je schopný až 400 MIPS, zatímco RAD6000 procesor je schopen jen 35 MIPS.
Rover má inerciální měřicí jednotku (IMU), která poskytuje tříosé informace o své poloze, používané při navigaci vozidla. Počítače roveru neustále sledují své vlastní systémy k udržení provozu, například regulací teploty. Aktivity jako fotografování, řízení a provoz nástrojů jsou prováděny sekvencemi příkazů, které jsou odesílány ze Země. V případě problémů s hlavním počítačem má vozidlo identický záložní počítač, který může převzít řízení a pokračovat v misi.

### Mars Hand Lens Imager

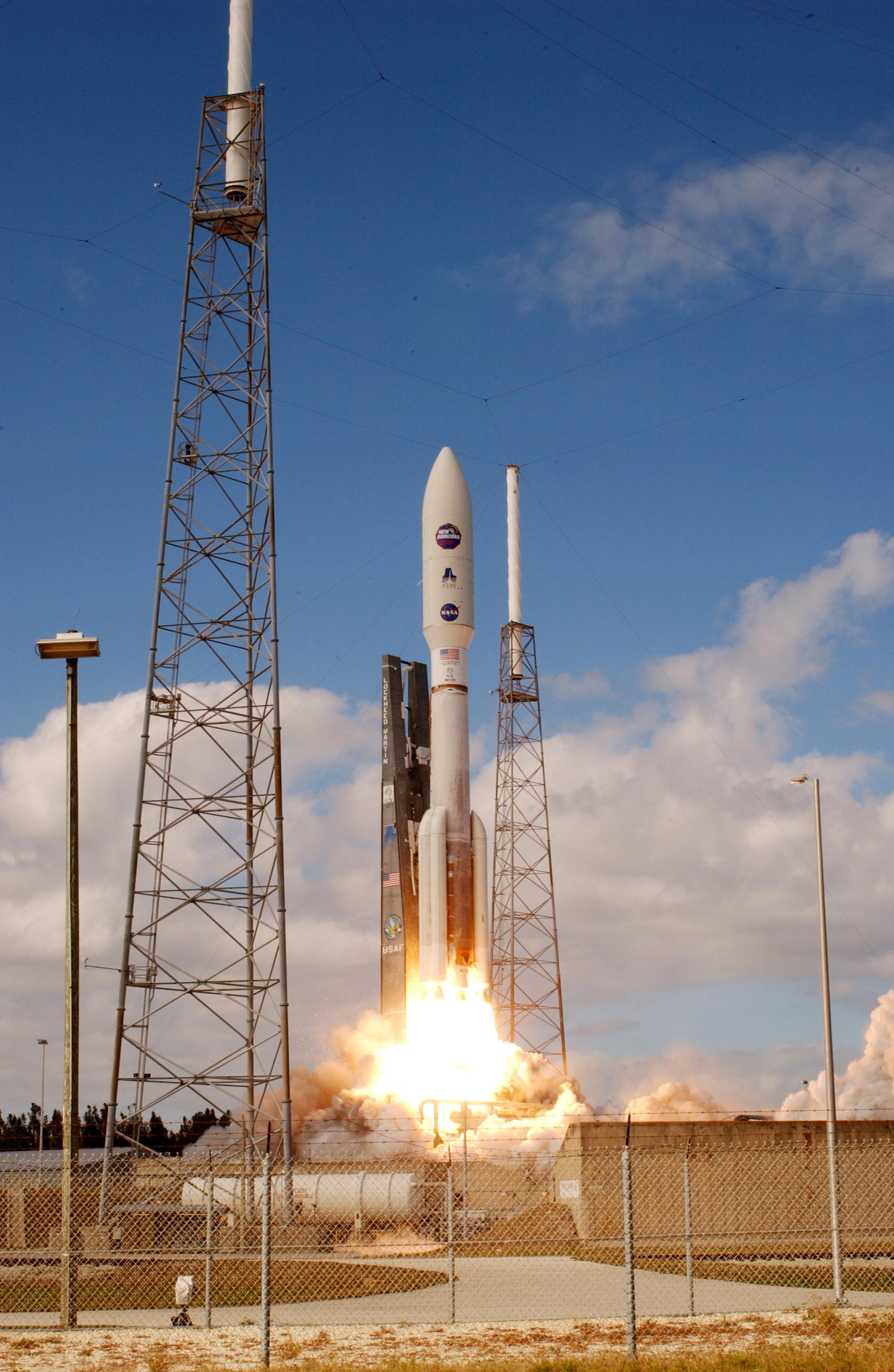
Raketa Atlas V

Mars Hand Lens Imager (MAHLI) je jedna ze 17 fotografických kamer na vozítku MSL a je namontována na robotické paži na věži vozítka. Primárně je zařízení určeno k pořizování mikroskopických snímků hornin a půdy, ale může být použito k pořizování i jiných snímků. MAHLI je schopno nasnímat fotografie ve věrných barvách o velikosti 1600×1200 pixelů s rozlišením až 13,9 mikrometrů na pixel. MAHLI disponuje ohniskovou vzdáleností od 18,3 mm do 21,3 mm a úhlem pohledu od 33,8 do 38,5 stupňů. MAHLI disponuje bílým a ultrafialovým LED osvětlením pro snímání ve tmě nebo fluorescenčním spektru. Umožňuje mechanické zaostřování od několika desítek milimetrů až do nekonečna. Systém může pořizovat snímky procesem hyperfokus (focus stacking, složené snímky s velkou hloubkou ostrosti). Může ukládat snímky ve formátu RAW nebo v reálném čase použít ztrátovou kompresi ve formátu JPEG.

### ChemCam

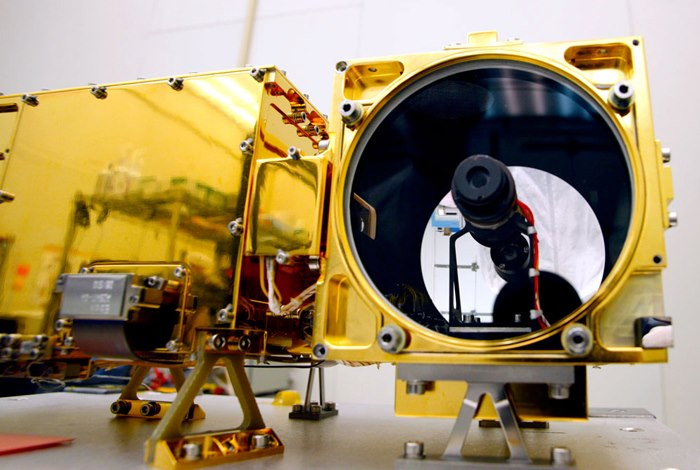
ChemCam

Chemistry and Camera complex (ChemCam) jak napovídá název, jedná se o dvojici přístrojů, které jsou sloučeny do jednoho. Jednou jeho částí je Laser-Induced Breakdown Spectroscopy (LIBS) což je spektrometr vybavený laserem schopným vybudit plazma ze zkoumaného objektu. Další částí je Remote Micro Imager telescope (RMI), který se používá pro získání černobílých snímků ve vysokém rozlišení, která pořizuje snímek cíle před a po použití LIBS. Snímky pořízené jednotkou RMI, pak slouží k poksytnutí geomorfologického kontextu měření získaných z jednotky LIBS. ChemCam se zaměřuje na místa ve vzdálenosti do 9 m od roveru.

## Nosná raketa
MSL byl vypuštěn pomocí rakety Atlas V dne 26. listopadu 2011. Tento nosič byl použit i k vynesení sond Mars Reconnaissance Orbiter a New Horizons. Konkrétně MSL byl vypuštěn pomocí rakety Atlas V 541, která je schopna vynést 8672 kg na geostacionární oběžnou dráhu. Startovací fáze mise se spustila v okamžiku, když sonda MSL přešla na odpalovací rampě na vnitřní zdroj, a skončila, když se sonda MSL oddělila od rakety.

## Přistávací systém

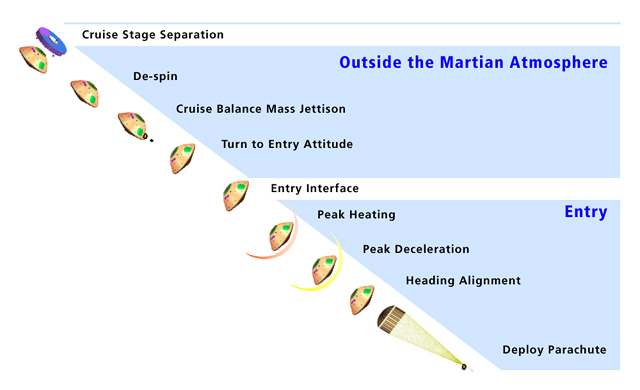
MSL přistávací schéma pro vstup do vnější atmosféry

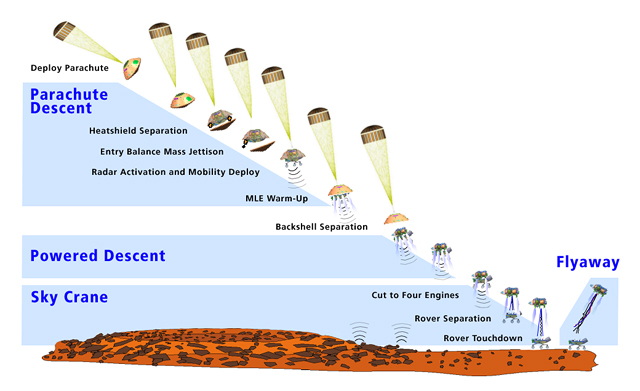
MSL přistávací schéma pro sestup padákem, zbrzděný vstup a přistání pomocí raketového jeřábu

Přistání velké sondy na Marsu je obtížný úkol: atmosféra je příliš hustá na použití brzdících raket, ale příliš řídká na použití padáků. I když některé předchozí mise použily k přistání airbagy, které je na povrchu nakonec zabrzdily, MSL byl pro tuto volbu příliš velký.
Pro sestup MSL byla v přesném pořadí použita kombinace několika systémů, podle nich lze celou operaci rozdělit do čtyř fází. Dvě z nich – manévrování během vztlakového průletu atmosférou a raketový jeřáb – byly na Marsu použity poprvé.

### Navigovaný vstup do atmosféry
MSL se přiblížila k cílovému bodu na povrch Marsu pomocí přesného systému pro „přiblížení, průlet a přistání“ (EDL), který využíval zkušeností z modulů Apollo: ke korekci dráhy se využíval vztlakový efekt při průletu atmosférou. Rozložení vztlakových sil po povrchu modulu a následné účinky na směr letu se regulovaly změnou polohy těžiště vůči ose vztlakových sil, a to pomocí pohyblivých závaží. Ta byla odhozena na konci této fáze vstupu do atmosféry.
Navigační systém nasměřoval sondu ke zvolenému cílovému bodu s přesností do 10 km, tedy do přistávací elipsy o délce hlavní osy max. 20 km. Pro porovnání: vozítko Opportunity přistávalo do elipsy o délce 85 km a šířce 11 km.
Hlavním zdrojem nepřesnosti je průlet a brzdění v atmosféře. Pro další zpřesnění dráhy letu a zacílení byly proto k dispozici také čtyři páry trysek reaktivního řídícího systému (RCS), každý pár o tahu cca 500 N.[zdroj?]
Vozítko bylo při průletu meziplanetárním prostorem i následném sestupu atmosférou Marsu chráněno tepelným štítem.

### Sestup padákem
Podobně jako dřívější mise Viking, Mars Pathfinder i Mars Exploration Rovers, byla také MSL zpomalena velkým padákem. Po řízeném vstupu do atmosféry, kdy se asi 11 km nad povrchem kapsle zpomalila na mírně nadzvukovou rychlost 400 m/s, byl otevřen padák o průměru 16 m. Ve výšce 8 km byl pak odhozen tepelný štít.
Padák zpomalil sondu až na rychlost 80 m/s. Poté, ve výšce 1,6 km nad povrchem, byl padák i s horním krytem sondy odhozen.

### Aktivní sestup

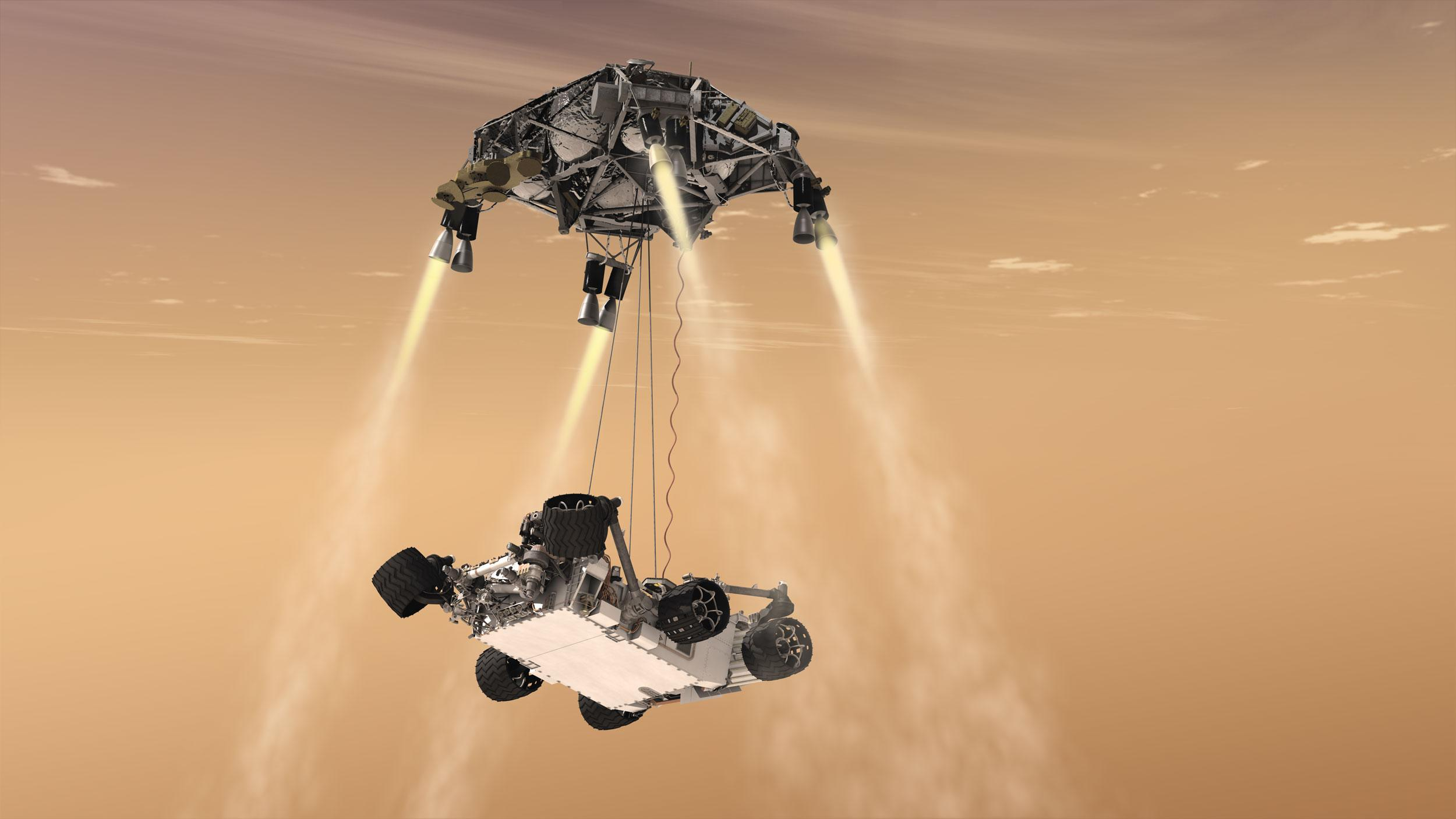
Vozítko Curiosity v podvěsu pod raketovým jeřábem

Další brzdění obstaraly hydrazinové trysky jeřábu, který byl zatím pevně shora připojen k vozidlu. Trysky byly na koncích ramen okolo jeřábu. Takto se vozidlo zpomalilo až na 0,75 m/s.

### Přistávací fáze
Ve výšce 20 m nad povrchem bylo vozidlo spuštěno z jeřábu na nylonových lanech dlouhých 7,5 m. Vozidlo se při tom pomalu snášelo, až se koly dotklo povrchu Marsu. Samotné přistání bylo měkké. Poté, co se přístroje po dobu 2 s ujistily o tom, že vozidlo spočívá na pevné zemi, odpálily náložkami lana, která jej spojovala s raketovým jeřábem. Ten po odpojení odletěl stranou, kde o několik set metrů dále dopadl. Pojízdná laboratoř se pak vydala na průzkum Marsu.

## Místo přistání

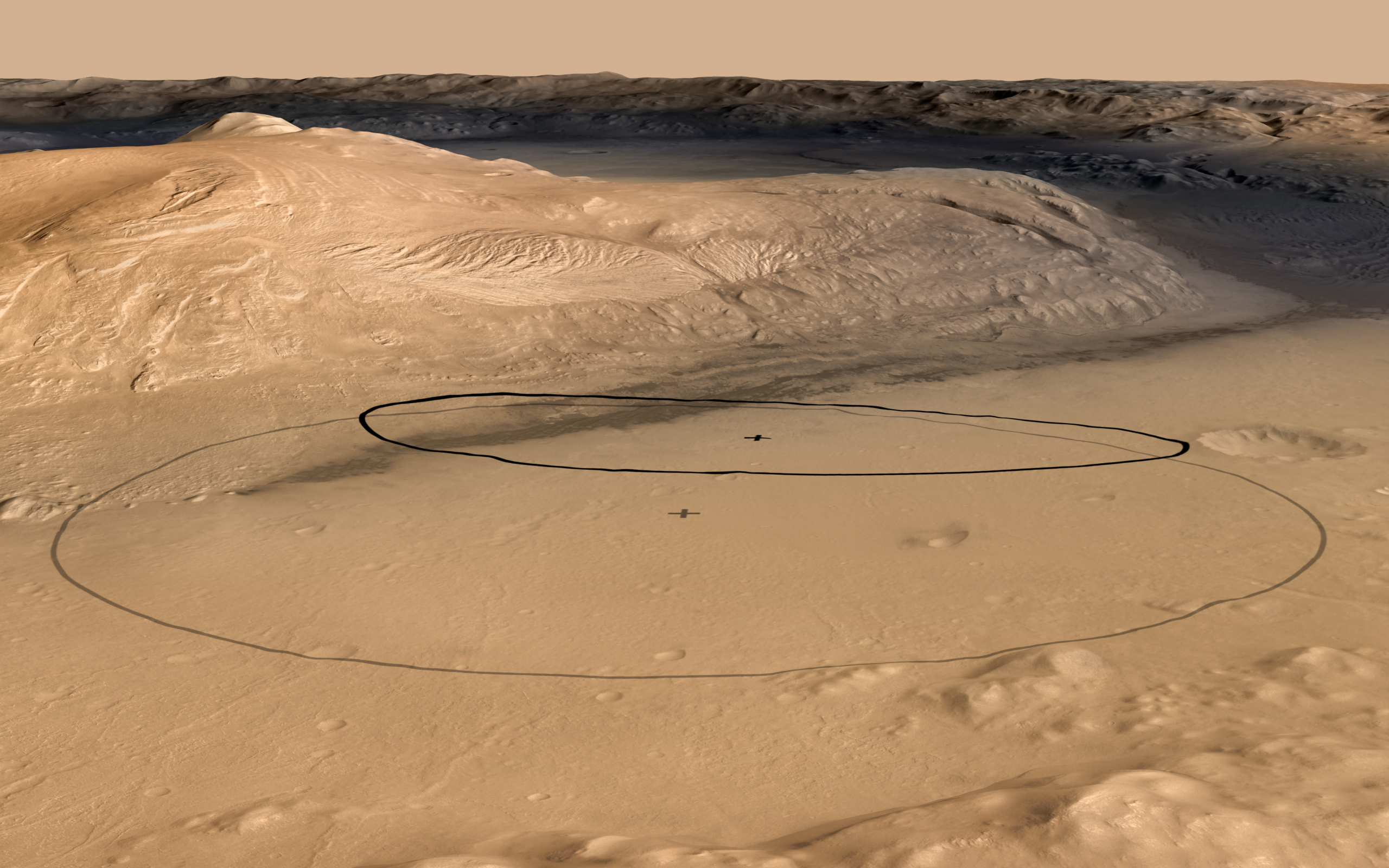
Plánované místo přistání na Aeolis Palus v Galeově kráteru

MSL přistálo v Galeově kráteru, uprostřed něhož se nachází hora Aeolis Mons, která se tyčí 5,5 km nad kráterem a skládá se z vrstevnatých hornin. Tuto horu bude Curiosity zkoumat. Místo přistání MSL je rovinná oblast v přední části hory, která má elipsovitý tvar 20 × 7 kilometrů (celý Galeův kráter má průměr 154 km).
U místa přistání se nachází horniny, které se uvolnily ze stěny kráteru a ty dávají vědcům možnost zkoumat geologické složení této oblasti. Přistávací místo obsahuje také velmi hustou horninu, která je světle zbarvená – na rozdíl od jiných typů, které byly zkoumány na Marsu dříve. Může to také znamenat, že se zde dříve vyskytovalo jezero. Toto místo bude první cíl zkoumání Curiosity při hledání organických molekul.

## Výzkum pokračuje
Ke dni 13. února 2023 ujela Curiosity po povrchu Marsu celkem 28,39 kilometrů.
V roce 2013 vozík - rover Curiosity provedl dva vrty horniny v oblasti Yellowknife Bay. Poté pozvolna přejel o 4 km dál do oblasti The Kimberley, kde koncem dubna 2014 provedl třetí vrt. Po analýze snímků bude vědci na Zemi rozhodnuto o dalším postupu. V roce 2014 se podařilo vozítku detekovat na povrchu Marsu metan, když pozoroval jeho postupný nárůst a pokles mezi jednotlivými měřeními, a současně i přítomnost organických sloučenin.

## Fotografie

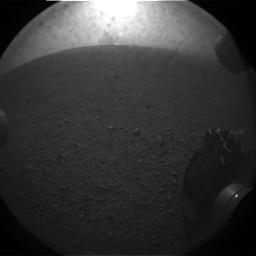
První fotografie Marsu pořízená MSL už minutu po přistání
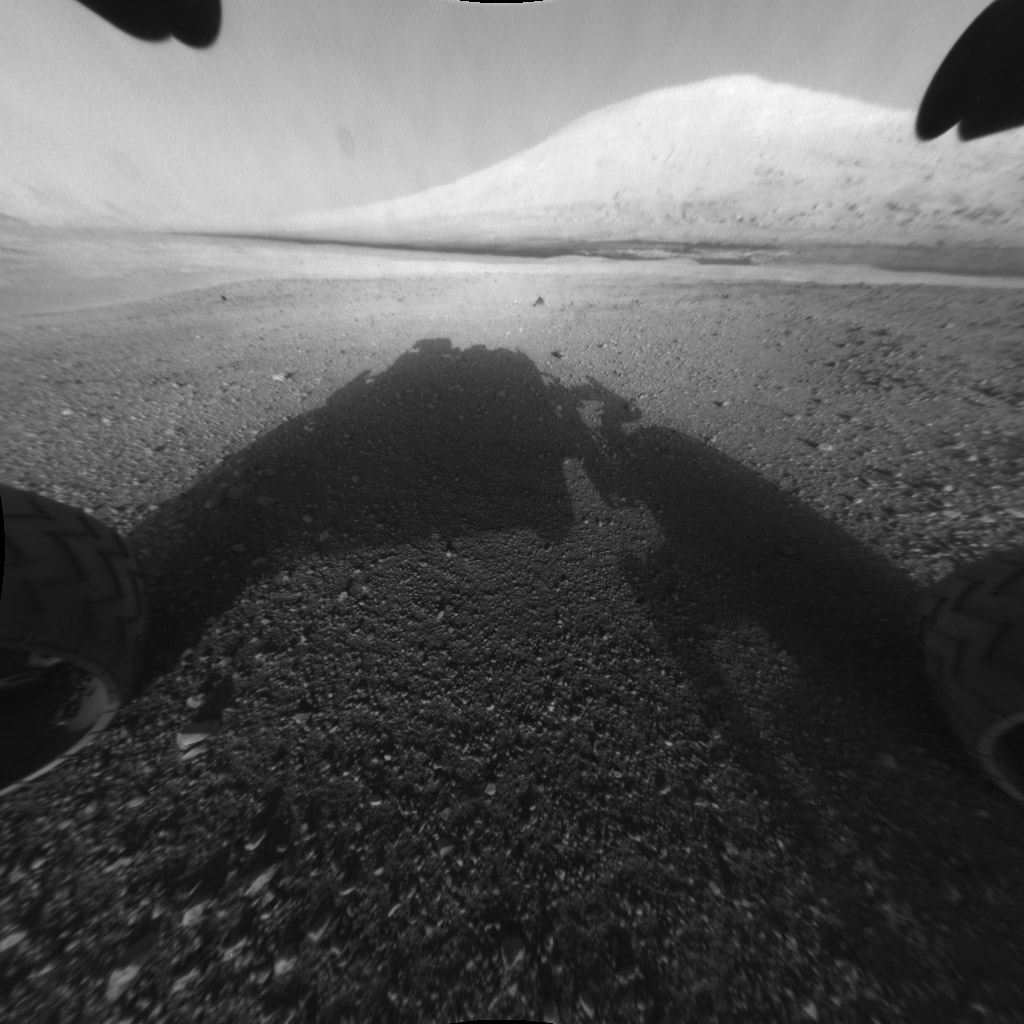
Podrobnější fotografie zachycující stín vozítka a horu Aeolis Mons
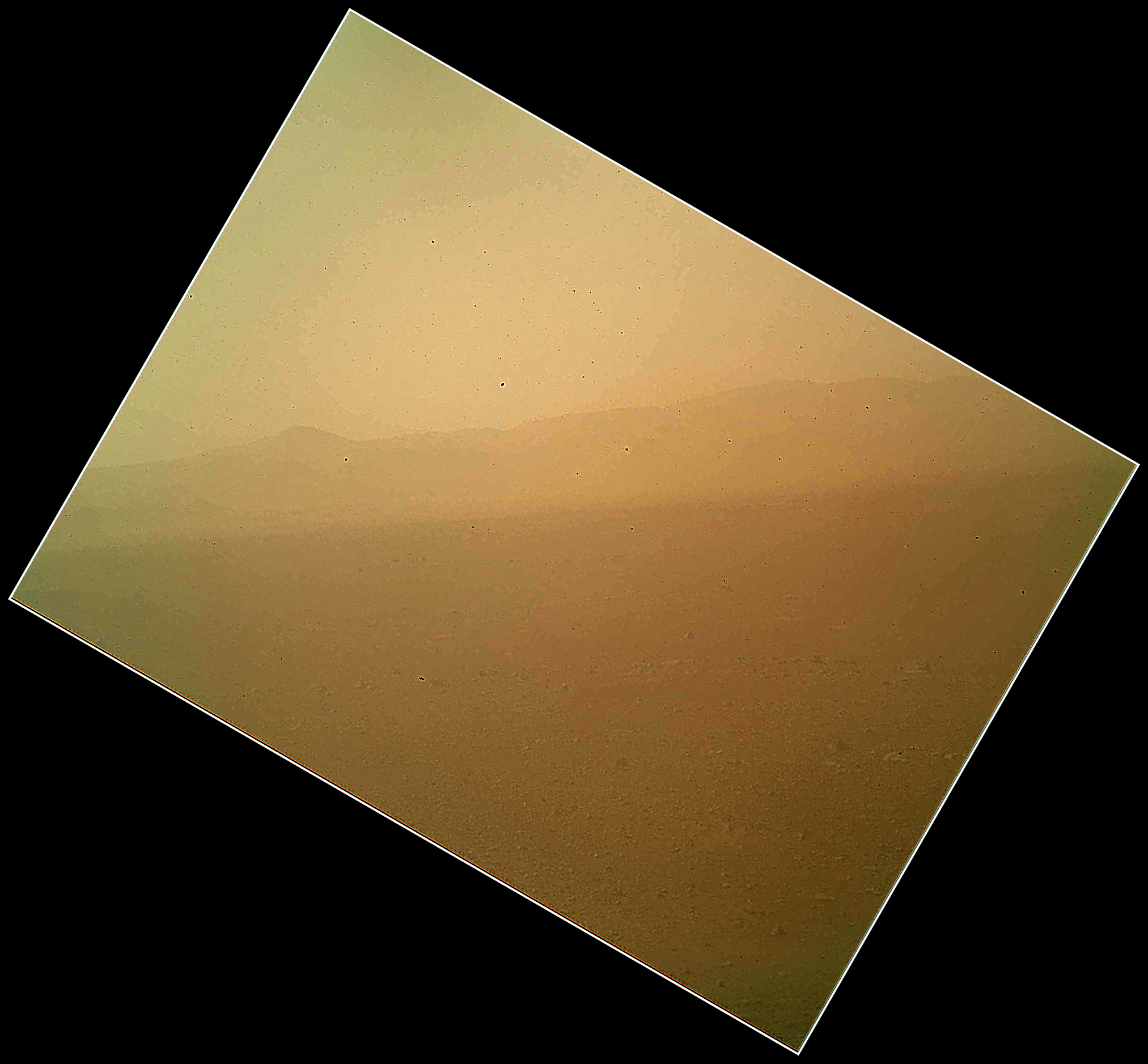
První barevný snímek hor, foto: Mars Hand Lens Imager
Panorama s dvěma místy vypálenými tryskami raketového jeřábu